# 2015 en boxe anglaise
| Années de la boxe anglaise : 2012 - 2013 - 2014 - 2015 - 2016 - 2017 - 2018    |
| Décennies de la boxe anglaise : 1980 - 1990 - 2000 - 2010 - 2020 - 2030 - 2040 |

Résumé de l'année 2015 en boxe anglaise.

## Boxe professionnelle

### Janvier
- 17/01/15 : Bermane Stiverne (24-2-1, 21 KO), champion WBC poids lourds, perd son titre aux points contre Deontay Wilder (33-0, 32 KO)[1].
- 17/01/15 : Leo Santa Cruz (29-0-1, 17 KO), champion WBC poids super-coqs, stoppe au 8e round Jesus Ruiz (33-6-5, 22 KO).

### Février
- 05/02/15 : Wanheng Menayothin (37-0, 12 KO), champion WBC poids pailles, s'impose aux points contre Jeffrey Galero (11-1, 5 KO).
- 21/02/15 : Arthur Abraham (42-4, 28 KO), champion WBO poids super-moyens, s'impose aux points contre Paul Smith (35-5, 20 KO).
- 21/02/15 : Gennady Golovkin (32-0, 29 KO), champion WBA poids moyens, stoppe au 11e round Martin Murray (29-2-1, 12 KO).
- 21/02/15 : Hekkie Budler (28-1, 9 KO), champion WBA poids pailles, bat aux points Jesús Silvestre (30-6, 22 KO).
- 28/02/15 : Carl Frampton (20-0, 14 KO), champion IBF poids super-coqs, bat Chris Avalos (25-3, 19 KO) par arrêt de l'arbitre à la 5e reprise.

### Mars
- 06/03/15 : Zolani Tete (20-3, 17 KO), champion IBF poids super-mouches, stoppe au 8e round Paul Butler (17-1, 8 KO).
- 07/03/15 : Amnat Ruenroeng (15-0, 5 KO), champion IBF poids mouches, bat aux points Zou Shiming (6-1, 1 KO).
- 14/03/15 : Sergey Kovalev (27-0-1, 24 KO), champion WBA, IBF et WBO poids mi-lourds, bat par arrêt de l'arbitre au 8e round Jean Pascal (29-3-1, 17 KO).
- 28/03/15 : Kell Brook (34-0, 23 KO), champion IBF poids welters, bat par abandon à l'issue du 4e round Ionut Dan Ion (34-3, 18 KO).
- 28/03/15 : Jhonny Gonzalez (57-9, 20 KO), champion WBC poids plumes, perd son titre par arrêt de l'arbitre à la 4e reprise contre Gary Russell Jr. (28-1, 15 KO).
- 28/03/15 : Donnie Nietes (35-1-4, 21 KO), champion WBO poids mi-mouches, bat au 9e round Gilberto Parra (19-3, 17 KO).

### Avril
- 04/04/15 : Adonis Stevenson (25-1, 21 KO), champion WBC poids mi-lourds vs. Sakio Bika (32-6-3, 17 KO).
- 04/04/15 : Carlos Cuadras (31-0-1, 25 KO), champion WBC poids super-mouches vs. Luis Concepcion (32-3, 23 KO).
- 10/04/15 : Denis Lebedev (27-2, 20 KO), champion WBA poids lourds-légers, bat aux points Youri Kayembre Kalenga (21-2, 14 KO).
- 11/04/15 : Pedro Guevara (25-1-1, 21 KO), champion WBC poids mi-mouches, bat au premier round Richard Claveras (12-1-2, 12 KO).
- 11/04/15 : Orlando Salido (42-13-2, 29 KO) s'incline aux points face à Roman Martinez (29-2-2, 17 KO) pour le titre de champion WBO poids super-plumes.
- 11/04/15 : Andy Lee (34-2-1, 24 KO), champion WBO poids moyens, fait match nul contre Peter Quillin (31-0-1, 22 KO).
- 16/04/15 : Shinsuke Yamanaka (23-0-2, 17 KO), champion WBC poids coqs bat par KO au 7e round Diego Ricardo Santillan (23-1, 15 KO).
- 18/04/15 : Terence Crawford (26-0, 18 KO) bat par arrêt de l'arbitre au 6e round Thomas Dulorme (22-2, 14 KO) et s'empare du titre vacant champion WBO poids super-légers.
- 22/04/15 : Katsunari Takayama (29-7, 11 KO), champion IBF poids pailles, bat à l'issue du 9e round Fahlan Sakkreerin Jr. (27-4-1, 15 KO).
- 24/04/15 : Anthony Dirrell (27-1-1, 22 KO), champion WBC poids super-moyens, s'incline aux points contre Badou Jack (19-1-1, 12 KO).
- 25/04/15 : Wladimir Klitschko (64-3, 53 KO), champion WBA, IBF et WBO poids lourds, bat aux points Bryant Jennings (19-1, 10 KO).

### Mai
- 01/05/15 : Takashi Miura (29-2-2, 22 KO), champion WBC poids super-plumes, bat par arrêt de l'arbitre au 3e round Billy Dib (39-4, 23 KO).
- 02/05/15 : Floyd Mayweather Jr. (48-0, 26 KO), champion WBA et WBC poids welters, bat aux points Manny Pacquiao (57-6-2, 38 KO), champion WBO[2].
- 02/05/15 : Vasyl Lomachenko (4-1, 2 KO), champion WBO poids plumes, met KO au 9e round Gamalier Rodriguez (25-3-3, 17 KO).
- 06/05/15 : Ryoichi Taguchi (22-2-1, 9 KO), champion WBA poids mi-mouches, bat par arrêt de l'arbitre au 8e round Kwanthai Sithmorseng (49-4-1, 26 KO).
- 06/05/15 : Takashi Uchiyama (23-0-1, 19 KO), champion WBA poids super-plumes, bat par arrêt de l'arbitre au 2d round Jomthong Chuwatana (9-1, 4 KO).
- 16/05/15 : Gennady Golovkin (33-0, 30 KO), champion WBA poids moyens, bat par arrêt de l'arbitre au 6e round Willie Monroe Jr. (19-2, 6 KO).
- 16/05/15 : Román González (43-0, 37 KO), champion WBC poids mouches, bat par arrêt de l'arbitre au 2e round Edgar Sosa (51-9, 30 KO).
- 22/05/15 : Grigory Drozd (40-1, 28 KO), champion WBC poids lourds-légers, bat par arrêt de l'arbitre au 9e round le polonais Lukasz Janik (28-3, 15).
- 23/05/15 : James DeGale (21-1, 14 KO) bat aux points Andre Dirrell (24-2, 16 KO) et s'empare du titre vacant de champion IBF poids super-moyens.
- 30/05/15 : Javier Mendoza (24-2-1, 19 KO), champion IBF poids mi-mouches, bat aux points Milan Melindo (32-2, 12 KO).
- 30/05/15 : Kell Brook (35-0, 24 KO), champion IBF poids welters, bat par arrêt de l'arbitre au 6e round Frankie Gavin (22-2, 13 KO).
- 30/05/15 : Evgeny Gradovich (19-1-1, 9 KO), champion IBF poids plumes, perd son titre aux points contre Lee Selby (21-1, 8 KO).
- 30/05/15 : Jorge Linares (39-3, 26 KO), champion WBC poids légers, bat par arrêt de l'arbitre au 10e round Kevin Mitchell (39-3, 29 KO).
- 30/05/15 : Kosei Tanaka (5-0, 2 KO) bat aux points Julian Yedras (24-2, 13 KO) et remporte le titre vacant de champion WBO poids pailles.

### Juin
- 02/06/15 : Wanheng Menayothin (38-0, 13 KO), champion WBC poids pailles, bat par KO au 9e round Jerry Tomogdan (17-6-3, 9 KO).
- 06/06/15 : Miguel Cotto (40-4, 33 KO), champion WBC poids moyens, bat Daniel Geale (31-4, 16 KO) par arrêt de l'arbitre au 4e round.
- 13/06/15 : Deontay Wilder (34-0, 33 KO), champion WBC poids lourds, bat par KO au 9e round Eric Molina (23-3, 17 KO).
- 13/06/15 : José Pedraza (20-0, 12 KO), domine aux points Andrey Klimov (19-2, 9 KO) et s'empare du titre vacant de champion IBF poids super-plumes.
- 20/06/15 : David Lemieux (34-2, 31 KO) bat aux points Hassan N'Dam N'Jikam (31-2, 18 KO) et s'empare du titre vacant de champion IBF poids moyens.
- 27/06/15 : Amnat Ruenroeng (16-0, 5 KO), champion IBF poids mouches, bat aux points John Riel Casimero (21-3, 13 KO).

### Juillet
- 04/07/15 : Pedro Guevara (26-1-1, 17 KO), champion WBC poids mi-mouches, bat aux points Ganigan Lopez (25-6, 16 KO).
- 11/07/15 : Donnie Nietes (36-1-4, 21 KO), champion WBO poids mi-mouches, bat aux points Francisco Rodriguez Jr. (17-3-1, 11 KO).
- 11/07/15 : Terry Flanagan (28-0, 11 KO) bat par arrêt sur blessure à l'épaule au 2d round Jose Zepeda (23-1, 20 KO) et s'empare du titre vacant de champion WBO poids légers.
- 18/07/15 : Arthur Abraham (43-4, 26 KO), champion WBO poids super-moyens, bat au 6e round Robert Stieglitz (47-5-1, 27 KO).
- 18/07/15 : McJoe Arroyo (17-0, 8 KO), bat aux points à l'issue du 10e round Arthur Villanueva (27-1, 14 KO) et remporte le titre vacant de champion IBF poids super-mouches.
- 18/07/15 : Carl Frampton (21-0, 14 KO), champion IBF poids super-coqs, bat aux points Alejandro Gonzalez Jr (25-2-2, 15 KO).
- 18/07/15 : César René Cuenca (48-0, 2 KO) bat aux points Ik Yang (19-1, 14 KO) et s'empare du titre vacant de champion IBF poids super-légers.
- 25/07/15 : Sergey Kovalev (28-0-1, 25 KO), champion WBA, IBF et WBO poids mi-lourds, bat par KO au 3e round Nadjib Mohammedi (37-4, 23 KO).

### Août
- 02/08/15 : Juan Carlos Payano (17-0, 8 KO), champion WBA poids coqs, bat aux points Rau'shee Warren (13-1, 4 KO).
- 07/08/15 : Pungluang Sor Singyu (51-3, 35 KO) met KO au 2d round Ryo Akaho (26-2-2, 18 KO) et s'empare du titre vacant de champion WBO poids coqs.
- 14/08/15 : Marco Huck (38-3-1, 26 KO), champion WBO poids lourds-légers, perd son titre contre Krzysztof Głowacki (21-0, 16 KO) par KO au 11e round.
- 15/08/15 : Carlos Cuadras (33-0-1, 21 KO), champion WBC poids super-mouches, bat par arrêt de l'arbitre au 5e round Dixon Flores (11-3-2, 3 KO).
- 29/08/15 : Leo Santa Cruz (31-0-1, 17 KO) bat aux points Abner Mares (29-2-1, 15 KO) et s'empare du titre vacant de champion WBA poids plumes.

### Septembre
- 11/09/15 : Adonis Stevenson (27-1, 22 KO), champion WBC poids mi-lourds, bat Tommy Karpency (25-4-1, 14 KO) par arrêt de l'arbitre au 3e round.
- 12/09/15 : Floyd Mayweather Jr. (49-0, 26 KO), champion WBA et WBC poids welters, bat aux points Andre Berto (30-4, 23 KO).
- 12/09/15 : Badou Jack (20-1-1, 12 KO), champion WBC poids super-moyens, bat aux points George Groves (21-3, 16 KO).
- 12/09/15 : Roman Martinez (29-2-3, 17 KO), champion WBO poids super-plumes, fait match nul contre Orlando Salido (42-13-3, 29 KO).
- 12/09/15 : Cornelius Bundrage (34-6, 19 KO), champion IBF poids super-welters, perd son titre par arrêt de l'arbitre au 3e round contre Jermall Charlo (22-0, 17 KO).
- 19/09/15 : Hekkie Budler (29-1, 9 KO), champion WBA poids pailles, bat aux points Simphiwe Khonco (15-5, 7 KO).
- 22/09/15 : Shinsuke Yamanaka (24-0-2, 17 KO), champion WBC poids coqs, bat aux points Anselmo Moreno (35-4-1, 12 KO).
- 26/09/15 : Juan Francisco Estrada (33-2, 24 KO), champion WBA & WBO poids mouches, met KO au 10e round Hernan Marquez (39-6-1, 28 KO).
- 26/09/15 : Deontay Wilder (35-0, 34 KO), champion WBC poids lourds, bat par arrêt de l'arbitre au 11e round Johann Duhaupas (32-3, 20 KO).
- 27/09/15 : Katsunari Takayama (30-7, 12 KO), champion IBF poids pailles bat au 8e round Ryuji Hara (19-2, 11 KO).

### Octobre
- 02/10/15 : Victor Emilio Ramirez (22-2-1, 17 KO) et Ovill McKenzie (25-12-1, 13 KO) font match nul pour le titre de champion IBF poids lourds-légers.
- 03/10/15 : Lucas Matthysse (37-4, 34 KO) perd par KO au 10e round contre Viktor Postol (28-0, 12 KO) pour le titre vacant de champion WBC poids super-légers.
- 03/10/15 : Adrien Broner (31-2, 23 KO) bat par arrêt de l'arbitre au 12e round Khabib Allakhverdiev (19-2, 9 KO) pour le titre vacant de champion WBA poids super-légers.
- 03/10/15 : José Pedraza (21-0, 12 KO), champion IBF poids super-plumes, bat aux points Edner Cherry (34-7-2, 19 KO).
- 10/10/15 : Jorge Linares (40-3, 27 KO), champion WBC poids légers, bat par KO au 4e round Ivan Cano (23-7-2, 15 KO).
- 10/10/15 : Liam Smith (21-0-1, 11 KO) bat au 7e round John Thompson (17-2, 6 KO) et s'empare du titre vacant de champion WBO poids super-welters.
- 10/10/15 : Terry Flanagan (29-0, 12 KO), champion WBO poids légers, bat au 2d round Diego Magdaleno (28-2, 12 KO).
- 14/10/15 : Lee Selby (22-1, 8 KO), champion IBF poids plumes, bat aux points Fernando Montiel (54-5-2, 39 KO).
- 16/10/15 : Kohei Kono (31-8-1, 13 KO), champion WBA poids super-mouches, bat aux points Kōki Kameda (33-2, 18 KO).
- 17/10/15 : Donnie Nietes (37-1-4, 21 KO), champion WBO poids mi-mouches, bat aux points Juan Alejo (21-4, 13 KO).
- 17/10/15 : Román González (44-0, 38 KO), champion WBC poids mouches, bat par arrêt de l'arbitre au 9e round Brian Viloria (36-5, 22 KO).
- 17/10/15 : Gennady Golovkin (34-0, 31 KO), champion WBA poids mouches, bat par arrêt de l'arbitre au 8e round David Lemieux (34-3, 31 KO), champion IBF.
- 24/10/15 : Terence Crawford (27-0, 19 KO), champion WBO poids super-légers, s'impose par arrêt de l'arbitre au 10e round face à Dierry Jean (29-2, 20 KO).

### Novembre
- 04/11/15 : César René Cuenca (48-1, 2 KO), champion IBF poids super-légers, perd par arrêt de l'arbitre au 6e round contre Eduard Troyanovsky (23-0, 20 KO).
- 04/11/15 : Denis Lebedev (28-2, 21 KO), champion WBA poids lourds-légers, bat par arrêt de l'arbitre au 8e round Lateef Kayode (21-1, 16 KO).
- 07/11/15 : Timothy Bradley (33-1-1, 13 KO) bat par arrêt de l'arbitre au 9e round Brandon Rios (33-3-1, 24 KO) pour le titre de champion WBO poids welters.
- 07/11/15 : Vasyl Lomachenko (5-1, 3 KO), champion WBO poids plumes, bat par KO au 10e round Romulo Koasicha (25-5, 15 KO).
- 21/11/15 : Miguel Cotto (40-5, 33 KO), champion WBC poids moyens, perd aux points contre Saúl Álvarez (46-1-1, 32 KO).
- 21/11/15 : Takashi Miura (29-3-2, 22 KO), champion WBC poids super-plumes, perd sa ceinture contre Francisco Vargas (23-0-1, 17 KO) par arrêt de l'arbitre au 9e round.
- 21/11/15 : Arthur Abraham (44-4, 29 KO), champion WBO poids super-moyens bat aux points Martin Murray (32-3-1, 15 KO).
- 21/11/15 : Darleys Perez (32-2-1, 20 KO) perd par KO au 5e round contre Anthony Crolla (30-4-3, 12 KO) pour le titre de champion WBA poids légers.
- 24/11/15 : Wanheng Menayothin (40-0, 15 KO), champion WBC poids pailles, bat par arrêt de l'arbitre au 9e round Young Gil Bae (26-5-1, 21 KO).
- 28/11/15 : James DeGale (22-1, 14 KO), champion IBF poids super-moyens conserve son titre aux points contre Lucian Bute (32-3, 25 KO).
- 28/11/15 : Wladimir Klitschko (64-4, 53 KO), champion WBA, IBF et WBO poids plumes, perd aux points contre Tyson Fury (25-0, 18 KO).
- 28/11/15 : Pedro Guevara (26-2-1, 17 KO), champion WBC poids mi-mouches, s'incline aux points face à Yu Kimura (18-2-1, 3 KO).
- 28/11/15 : Carlos Cuadras (34-0-1, 26 KO), champion WBC poids super-mouches, bat aux points Koki Eto (17-4-1, 13 KO).
- 28/11/15 : Jermall Charlo (23-0, 18 KO), champion IBF poids super-welters, bat par arrêt de l'arbitre au 4e round Wilky Campfort (21-2, 12 KO).

### Décembre
- 07/12/15 : Amnat Ruenroeng (17-0, 5 KO), champion IBF poids mouches, bat aux points Myung Ho Lee (19-5-1, 6 KO).
- 11/12/15 : Nonito Donaire (36-3, 23 KO) remporte le titre vacant de champion WBO poids super-coqs en battant aux points Cesar Juarez (17-4, 13 KO).
- 18/12/15 : Rances Barthelemy (24-0, 13 KO) bat aux points Denis Shafikov (36-2-1, 19 KO) et s'empare du titre vacant de champion IBF poids légers.
- 19/12/15 : Liam Smith (21-0-1, 12 KO), champion WBO poids super-welters bat par jet de l'éponge à la septième reprise Jimmy Kelly (16-1, 7 KO).
- 19/12/15 : Andy Lee (34-3-1, 24 KO), champion WBO poids moyens, perd son titre aux points contre Billy Joe Saunders (23-0, 12 KO).
- 29/12/15 : Naoya Inoue (9-0, 8 KO), champion WBO poids super-mouches, s'impose au second round contre Warlito Parrenas (24-7-1, 21 KO).
- 29/12/15 : Javier Mendoza (24-3-1, 19 KO), champion IBF poids mi-mouches, s'incline aux points face à Akira Yaegashi (23-5, 12 KO).
- 31/12/15 : Takashi Uchiyama (24-0-1, 20 KO), champion WBA poids super-plumes, bat au 3e round Oliver Flores (27-2-2, 17 KO).
- 31/12/15 : Ryoichi Taguchi (23-2-1, 10 KO), champion WBA poids mi-mouches, conserve son titre par abandon au 9e round contre Luis de la Rosa (24-6-1, 14 KO).
- 31/12/15 : Kosei Tanaka (6-0, 3 KO), champion WBO poids pailles, bat par KO à la 6e reprise Vic Saludar (11-2, 9 KO).
- 31/12/15 : Katsunari Takayama (30-8, 12 KO), champion IBF poids pailles, perd sa ceinture au 6e round contre José Argumedo (16-3-1, 9 KO).

## Boxe amateur
- Du 16 au 27 juin : compétitions de boxe aux Jeux européens de 2015.
- Du 18 au 25 juillet : compétitions de boxe aux Jeux panaméricains de 2015.
- Du 6 au 15 août : championnats d'Europe de boxe amateur 2015.
- Du 17 au 24 août : championnats d'Afrique de boxe amateur 2015.
- Du 26 août au 5 septembre : championnats d'Asie de boxe amateur 2015.
- Du 2 au 13 septembre : compétitions de boxe aux Jeux africains de 2015.
- Du 5 au 18 octobre : championnats du monde de boxe amateur 2015.

## Principaux décès
- 9 mars : Alexis Vastine, boxeur français médaillé de bronze aux Jeux olympiques de 2008 en poids super-légers, 28 ans.
- 27 avril : Gene Fullmer, boxeur américain champion du monde des poids moyens en 1957, 83 ans[3].
- 4 mai : Andrew Lewis, boxeur guyanien champion du monde des poids welters WBA (2001), 44 ans.
- 21 juin : Juan Jose Estrada, boxeur mexicain champion du monde des poids super-coqs WBA (1988), 51 ans[4].
- 21 novembre : Bob Foster, boxeur américain champion du monde des poids mi-lourds WBA (1968, 1972) et WBC (1968), 77 ans.
- 25 novembre : O'Neil Bell, boxeur jamaïcain champion du monde des poids lourds-légers IBF (2005) et WBA et WBC (2006), 40 ans.
- 24 décembre : Romeo Anaya, boxeur mexicain champion du monde des poids coqs WBA (1973), 69 ans.
- 30 décembre : Howard Davis, boxeur américain champion du monde de boxe amateur poids plumes en 1974 et champion olympique poids légers en 1976, 59 ans.

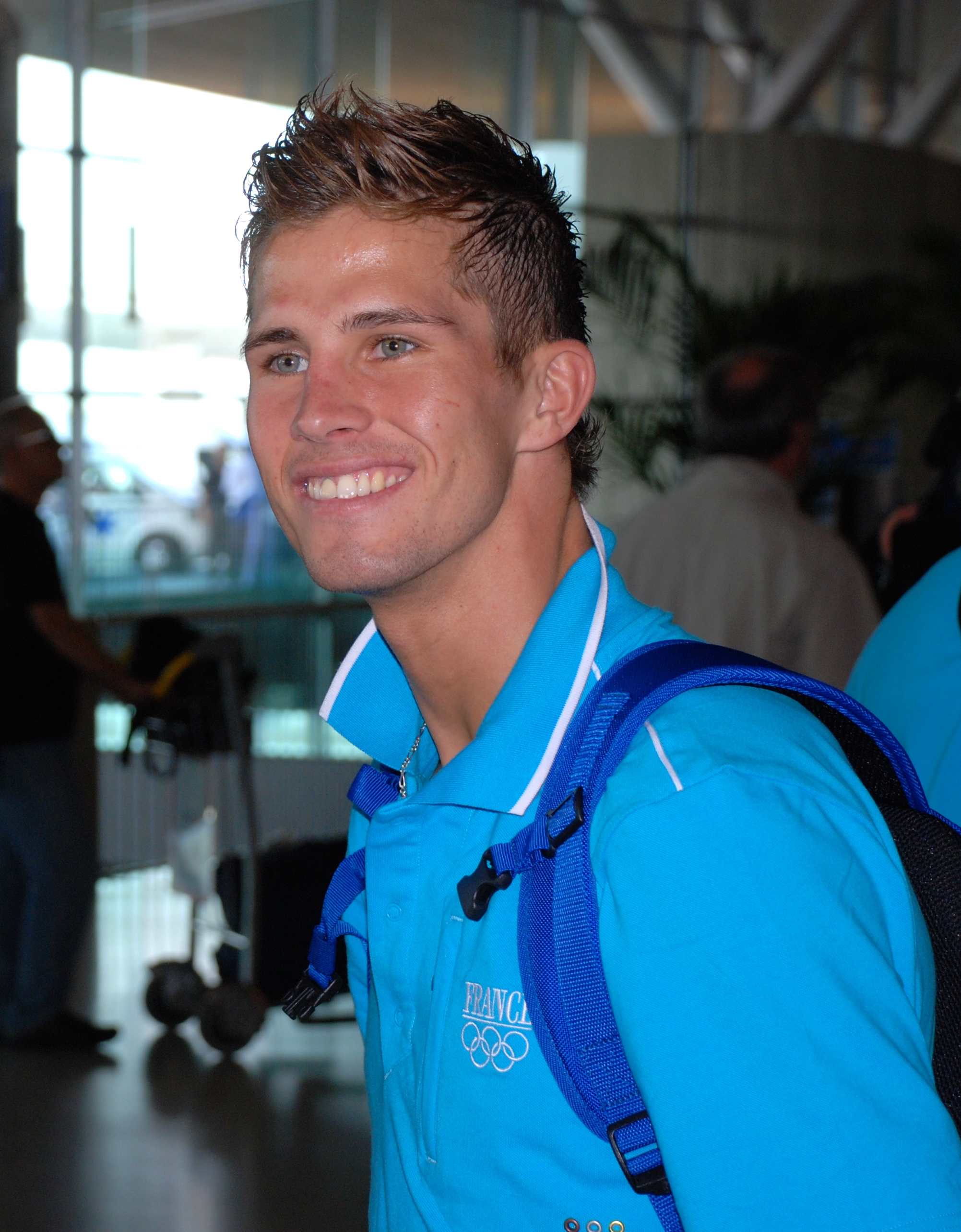
Alexis Vastine en 2008
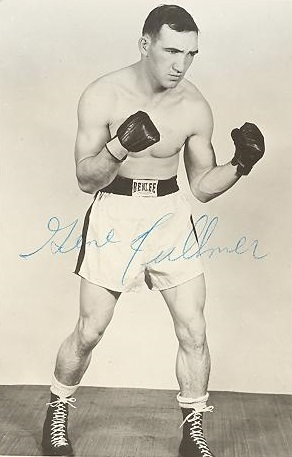
Gene Fullmer en 1960
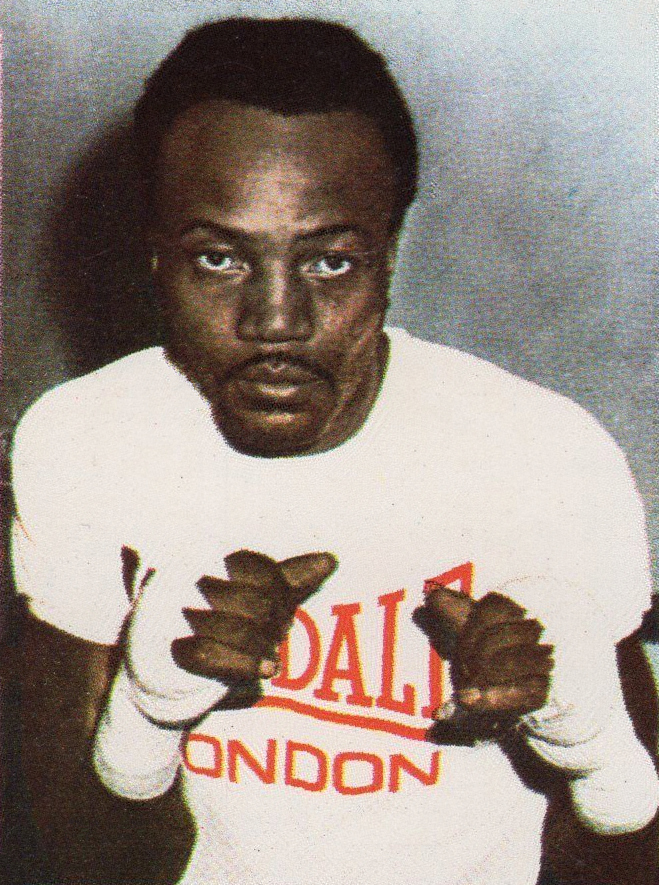
Bob Foster en 1972
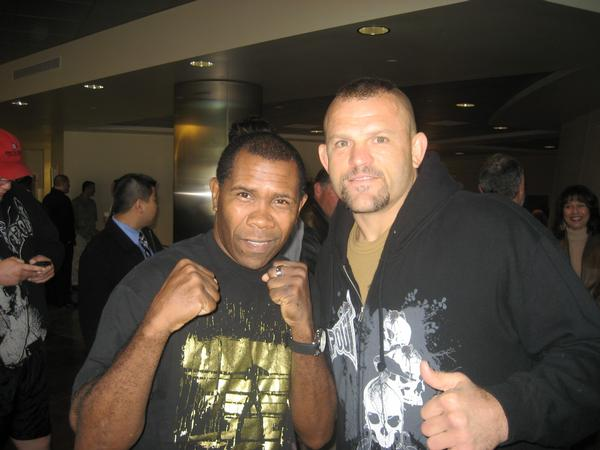
Howard Davis (à gauche) en 2009